# 簡宗頤
簡宗頤（？—1950年8月15日），贵州息烽人，中国近代政治人物。

## 生平
毕业于步兵學院。曾是息烽养龙站袍哥。民国38年（1949年），擔任中华民国遵义府婺川縣縣長。1948年，成立军政联合办事处，自任总指挥，进行反共。1949年11月24日，逃跑离任，1950年2月20日，胡俊卿担任县长，率领解放军136团占领务川县。
1950年1月，在卓震、胡天佑的策划下，杨平舟、蔡子文、簡宗頤等人在阳朗乡三教寺召开秘密会议，成立黔北反共救国游击军。3月18日、3月20日、3月29日不断发向息烽县进攻，并一度包围息烽县县城。4月，在贵州军区的指挥下，解放军148团进驻息烽县。同年6月，解放军十七军四十七师师长郑统一指挥金沙合围战，成功在7月底之前平定2000人的国军力量。1950年8月15日，息烽县城召开万人大会，罗维周、简宗颐、谭炳章、方志成、兰文良、罗治龙、张登仁七人被公审后处决。